# Straupitz

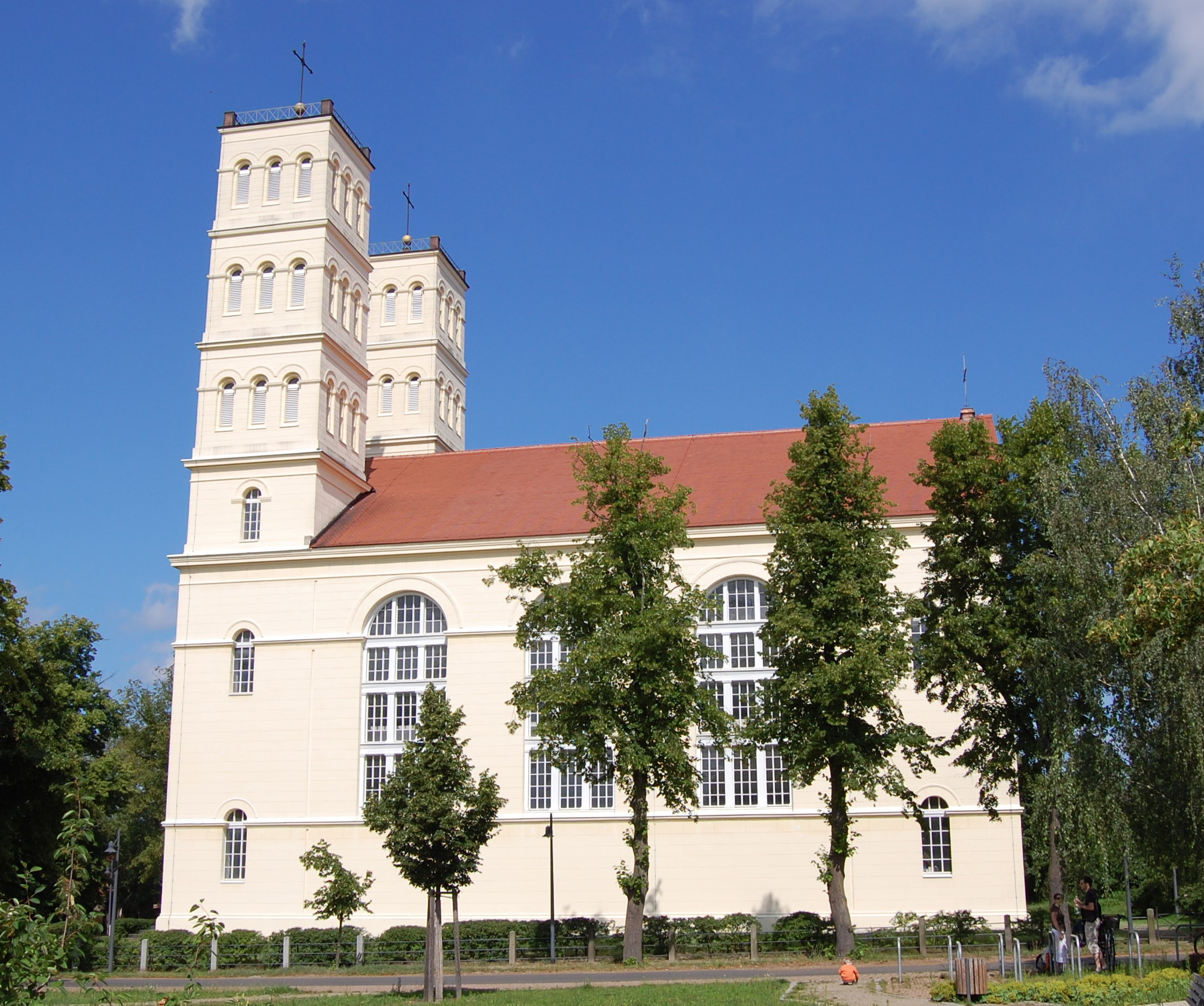
Côté sud de l'église luthérienne du village

Straupitz (en bas sorabe: Tšupc) est une commune d'Allemagne dans le Brandebourg faisant partie de l'arrondissement de Dahme-Forêt-de-Spree.

## Géographie
Straupitz se trouve au nord de la forêt de la Spree.

## Histoire

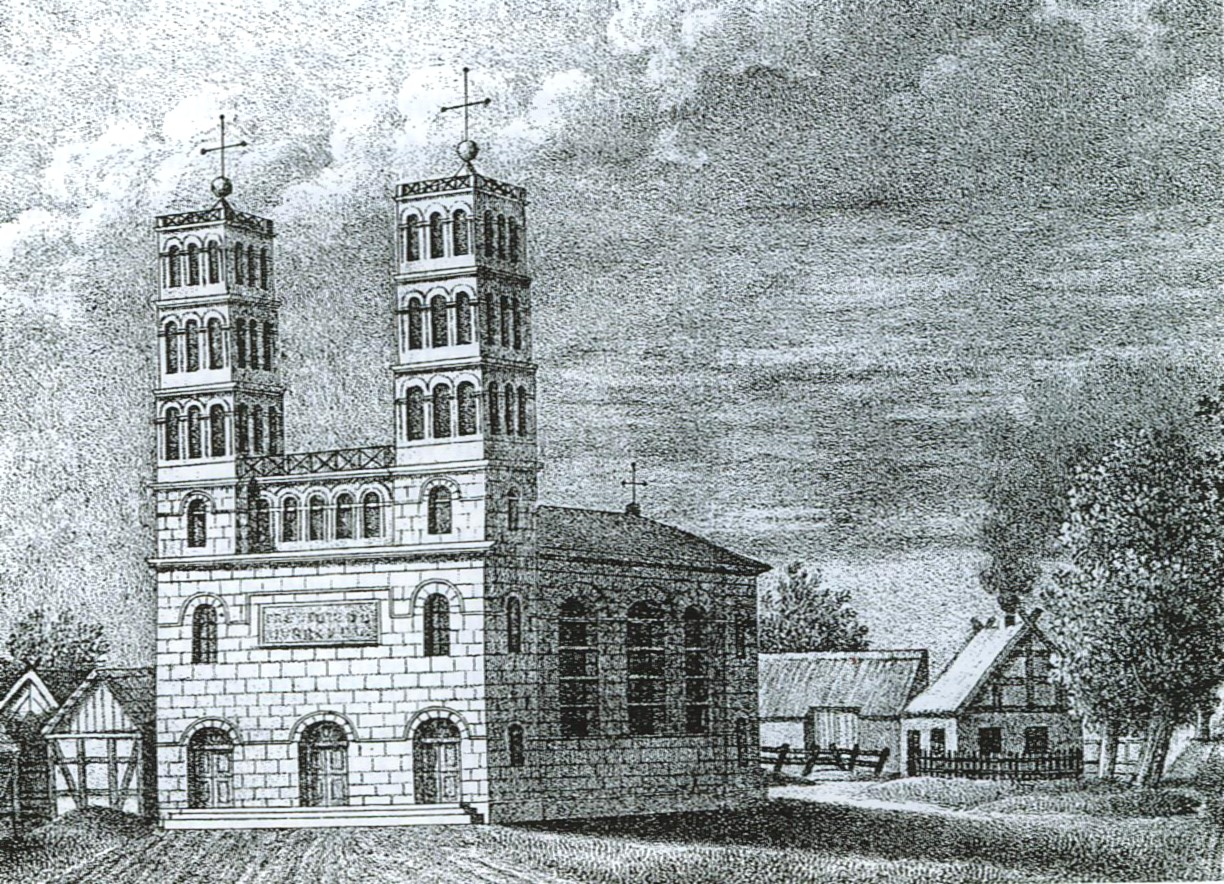
L'église en 1832

L'endroit a été mentionné pour la première fois le 30 avril 1294, lorsque le margrave Dietrich IV de Lausitz (1260-1307) donne en fief les terres de Straupitz, de Butsen et de Laasow à Dietrich d'Ylohw. Le nom de Straupitz provient du bas-sorabe Tsupc (lèpre). il ne fait pas référence à la maladie elle-même, mais au fait qu'un ancien seigneur du lieu, avait été excommunié et donc banni, comme un lépreux.
Hieronimus (Jérôme) de Minckwitz, seigneur de Seelingstädt, de Neichen, de Beiersdorf et de Briesen, acquiert la seigneurie de Straupitz en 1567, sans doute grâce à sa seconde épouse Katharina dont le père, Gaspard de Dohna, était burgrave et siégeait à Straupitz et à Königsbrück. Le général Christoph von Houwald acquiert le domaine en 1655 et la famille s'installe au château de Straupitz, jusqu'à son expulsion en 1945. Straupitz devient au XVIIIe siècle un petit marché prospère de la forêt de la Spree.

## Démographie
| 1875 | 1 190 |
| 1890 | 1 278 |
| 1910 | 1 147 |
| 1925 | 1 106 |
| 1933 | 1 044 |
| 1939 | 963   |
| 1946 | 1 638 |
| 1950 | 1 648 |
| 1964 | 1 454 |
| 1971 | 1 502 |

| 1981 | 1 372 |
| 1985 | 1 327 |
| 1989 | 1 344 |
| 1990 | 1 333 |
| 1991 | 1 311 |
| 1992 | 1 312 |
| 1993 | 1 299 |
| 1994 | 1 295 |
| 1995 | 1 293 |
| 1996 | 1 276 |

| 1997 | 1 236 |
| 1998 | 1 217 |
| 1999 | 1 203 |
| 2000 | 1 184 |
| 2001 | 1 163 |
| 2002 | 1 132 |
| 2003 | 1 115 |
| 2004 | 1 090 |
| 2005 | 1 054 |
| 2006 | 1 042 |

| 2007 | 1 031 |
| 2008 | 999   |
| 2009 | 997   |
| 2010 | 988   |
| 2011 | 1 015 |
| 2012 | 993   |
| 2013 | 991   |

## Architecture
- Château de Straupitz (XVIIIe siècle), aujourd'hui école de district

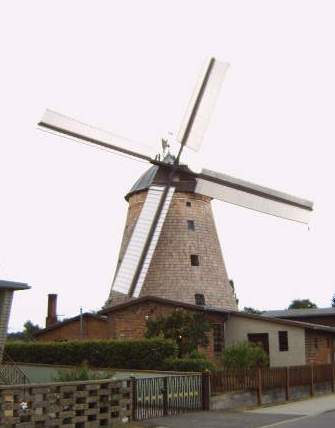
Le moulin à vent de Straupitz

- Moulin à vent (1850) à la hollandaise
- Église de Straupitz (1828-1832), construite selon les plans de Karl Friedrich Schinkel
- Grenier à grain à colombages

## Stèles
- Stèle sur la place de l'église en souvenir des soldats tombés en 1864-1866 et 1870-1871
- Stèle sur la place de l'église en mémoire d'Albin Moller (1541-1618) théologien protestant né à Straupitz
- Mémorial dans le narthex de l'église en mémoire des victimes du national-socialisme et des deux guerres mondiales.
- Mémorial au cimetière en souvenir de six prisonniers de guerre soviétiques morts à Straupitz.

## Personnalités
- Albin Moller (1541-1618), théologien né à Straupitz.
- Ernst von Houwald (1778-1845), homme de lettres né à Straupitz.
- Isa Jank (1952-), actrice